# 丫髻山 (北京市)
40°16′52″N 116°58′40″E / 40.281243°N 116.977775°E
丫髻山，旧时正写作𩫾髻山，位于北京市平谷区刘家店镇北部，是一座道教名山。清朝曾在此建有𩫾髻山行宫。

## 历史
丫髻山坐西北朝东南，海拔361米，面向平原，背靠燕山，远望山峰高耸，巍峨雄壮。山顶凸起两座峰岩，恰似旧时女孩头上梳的两个发髻，故得名“丫髻山”。
当地民间传说，王母娘娘摆蟠桃会，命仙童献酒，仙童不慎弄翻玉壶，琼浆洒下人间，成为丫髻山下的错河。王母娘娘大怒，将仙童贬下凡间，化成了丫髻山峰。
相传丫髻山庙始建于唐朝初年，经辽朝、金朝，盛于元朝、明朝，到清朝康熙、乾隆年间达到鼎盛。清朝皇帝多次驾临丫髻山，御封为“金顶”、“畿东泰岱”、“近畿福地”、“灵应宫”。康熙帝六十大寿万寿道场也在此举行。丫髻山成为拥有规模庞大的古建筑群的道教名山。自山脚下的紫霄宫向山上望，古建筑依山而建，遍布山坡。中华人民共和国成立前，老北京人有两句老话：“北京城———东有丫髻山，西有妙峰山”、“卢沟桥的狮子，丫髻山的碑”。
从唐朝贞观年间起，至中华民国初年，历代均曾在此建设，山上、山下共建有古建筑群超过18处。清朝康熙五十二年，恰逢康熙帝六十大寿，为祝寿，臣民捐资重建丫髻山东顶玉皇阁，玉皇阁内供奉昊天金阙至尊玉皇大帝塑像。康熙帝赐题匾额“敷锡广生”。
《日下旧闻考》卷一百三十九《京畿怀柔县》记载了𩫾髻山及𩫾髻山行宫：

原：县东南九十里有𩫾髻山，二峰髙耸，上有碧霞元君祠。（《昌平山水记》）臣等谨按：𩫾髻山东四里，建行宫一所，正殿恭悬皇上御书额曰“岩苍树古”，西室联曰：“天地为垆游心物以外，诗书敦好尚论古之人。”卷房额曰“韵松轩”，联曰：“端居向林薮，胜赏在烟霞。”佛室联曰：“琉璃光浄徧空界，薝卜花开霏妙香。”后室联曰：“岚影交牕翠，松阴入座浓。”亭额曰“山意足”，皆御书。其西四里，登山为碧霞元君庙，前殿外檐恭悬圣祖御书额曰“敷锡广生”，殿内恭悬皇上御书额曰“神霄朗照”，后殿额曰“慈护香岩”，玉皇阁额曰“泰钧普育”，精舍额曰“写雾轩”，皆御书。玉皇阁前恭勒圣祖御制碑文。
増：圣祖御制𩫾髻山玉皇阁碑：距京师百里，有山曰𩫾髻，隶怀柔县。两峰高矗，望之如髻，故得是名。自元明以来，号为近畿福地，因上有碧霞元君之祠，是以每岁孟夏，四方之民会此祈祷者，骈肩迭迹，不可胜计。古称积髙之区，神明所舍，况兹山北依紫塞，南拱神京，冈峦回合，蜿蜒磅礴，而钟秀于是，则其神气之感，数有灵应，理固然也。康熙五十二年，值朕六旬诞期，诸臣民就兹山瞻礼为朕祝禧，因共建玉皇阁，以祈延寿，始于癸巳三月十八日，落成于甲午三月十八日，而请记其事。朕御极五十余年，夙夜孜孜，唯体上帝仁爱斯民之心，以抚绥天下。幸四海清晏，年谷顺成，朕与天下臣民得同享太平之福者，皆上帝之眷佑也。朕之只承于上帝者，唯在天下臣民之永安，而天下臣民之愿祝于上帝者，唯在朕躬之永年。然而兹阁之建，即上帝之陟降监观于是乎在矣。爰立贞珉，载其始末，以传永久云。
増：乾隆十二年御制𩫾髻山诗：鸣梢兰磴迥，点笔绮牕虚。秀野春云合，单椒晓景舒。水如银匼匝，山是紫芙蕖。柳态笼烟际，桃姿过雨余。暂来欣揽结，欲去更踌躇。绿字前秋咏，还如昨日书。
増：乾隆十八年御制题𩫾髻山碧霞观诗：四面山围画屏幛，中天路豁界玻瓈。灵峰光幻同金马，神泽依稀拟玉鸡。梦雨初晴岚翠湿，小春犹暖栉银低。平生懒问长生术，羽客休夸蹑景梯。
臣等谨按：𩫾髻山并碧霞观御制诗，俱恭载首见之篇，余不备录。

1983年，丫髻山碧霞元君祠公布为平谷县文物保护单位；2001年作为“丫髻山碧霞元君祠遗址”升格为北京市文物保护单位。2006年起，丫髻山景区用3年时间投资开发新建了丫髻山的神桃峰，成为平谷新十六景中的第一景。神桃峰建有景观桥、太极广场、牌楼、365级祈福路、磐石御坐、石经道、千年道士房遗址。2003年8月，北京市人民政府将丫髻山文物修缮工程列入北京市“人文奥运”文物保护计划，投资900多万元人民币修缮，恢复了丫髻山文物建筑群的历史原貌。截至2009年底，北京市、平谷区政府共投资2000多万元人民币用于基础设施建设、展览、塑像、绿化美化、环境整治等项工程。2009年，丫髻山风景区通过ISO9000质量体系、ISO14000环境体系考评，获得3A级景区认证。
2007年7月6日至10月4日，北京市文物研究所对丫髻山碧霞元君祠遗址的部分建筑基础进行考古发掘，共清理了4组建筑基础。根据建筑基础的位置与形制，初步判断这4组建筑分别为碧霞元君殿的东配殿、斋房、道士或者香客住房。根据清理出来的房址和炕的形制及出土物判断，这些遗迹的时代不早于清朝道光年间。2010年，北京市人民政府拨出专项经费1300万元人民币，用于丫髻山碧霞元君祠遗址的抢险加固工程、消防水系统工程、安装避雷设施工程，这三项工程于2011年完工。
2006年4月，北京市道教协会领导及北京市宗教局领导应平谷区人民政府邀请，到平谷区刘店镇协商丫髻山恢复为道教活动场所事宜，并且达成了协作约定。按照约定，成立丫髻山庙务管理委员会，由北京市道教协会认定并派驻道士主持丫髻山的道教活动，依照《宗教事务条例》规定履行登记手续；应平谷区方面的负责人的要求，在筹备恢复宗教活动场所阶段，为了维护平谷区的形象，由北京市道教协会指派道士赶在平谷区人民政府举办的丫髻山庙会（2006年4月28日开始举办）之前为丫髻山的神像开光；待丫髻山修缮工程完工后，由平谷区人民政府安排道士入住丫髻山的宫观。
2006年4月，北京市道教协会为确保丫髻山庙会如期举行，按照约定为丫髻山神像开光。2006年底，丫髻山宫观修缮基本完工，宫观内的住房已经满足道士入住条件。但由于平谷区方面未能遵守承诺，北京市道教协会指派的道士一直未能入住宫观，丫髻山也迟迟未能恢复为道教活动场所。
2013年3月，第十二届全国政协委员、中国道教协会副会长兼北京市道教协会会长黄信阳在中国人民政治协商会议第十二届全国委员会第一次会议上提交提案，要求恢复丫髻山为道教活动场所，落实道士入住丫髻山宫观。2015年3月，黄信阳在中国人民政治协商会议第十二届全国委员会第三次会议上又提交《关于恢复丫髻山为道教活动场所的提案》。

## 建筑

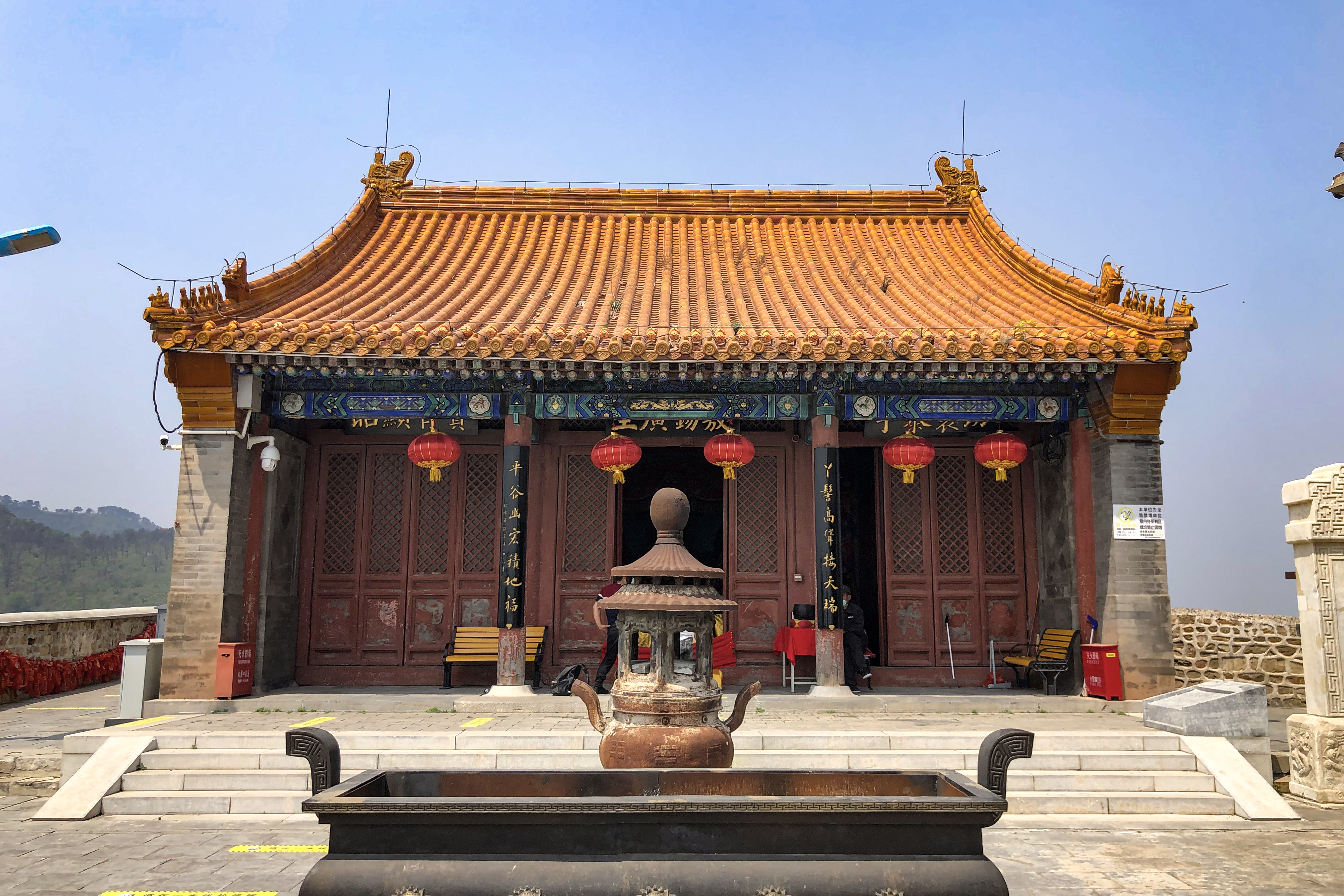
丫髻山碧霞元君祠（2020年5月）

丫髻山前有四十八盘台阶通往山顶，山后是悬崖。丫髻山景区内有紫霄宫、观音堂、灵官殿、回香亭、东岳庙、菩萨殿、眼光娘娘殿、三官庙、巡山殿、万寿亭、道士房、山门、三官殿、东顶鼓楼、玉皇阁、西顶钟楼、石牌坊、娘娘宫（碧霞元君祠）等建筑，还有双松迎客、石经道、回香揽古、万寿柏抱松、碑林怀旧、四十八盘、碧霞夕照、石门等自然景观。
丫髻山东顶、西顶上的建筑宏伟精致。东顶上有玉皇阁，供奉昊天金阙至尊玉皇大帝塑像。西顶上有碧霞元君祠，当地人称“娘娘庙”。东顶、西顶之间，建有三座大殿，称作“三皇殿”。三皇殿的右前方有一座钟楼，高约三丈，上面悬有大钟，左侧有一座鼓楼。山腰处有亭堂殿阁多座，例如万寿亭、巡山庙、三官殿、菩萨殿、回香亭等。登山沿途，各庙均有石碑，特别是几座御碑，石质细腻，字迹清劲。